# دوغ ليندر
دوغ ليندر (بالإنجليزية: Doug Linder)‏ هو مؤلف أمريكي، ولد في 1951.